# 厄瓜多爾哥倫比亞航空
厄瓜多爾哥倫比亞航空（西班牙語：Avianca Ecuador）是厄瓜多爾的全服務航空公司，總部設在該國首都基多，於1985年成立，它為哥倫比亞航空的子公司。

## 航點
| 旗幟 | 城市     | 國家     | 機場名稱                      | 備註     |
|      | 波哥大   | 哥倫比亞 | 埃尔多拉多国际机场            |          |
|      | 瓜亞基爾 | 厄瓜多爾 | 何塞·華金·德·奧爾梅多國際機場 |          |
|      | 基多     | 厄瓜多爾 | 蘇克雷元帥國際機場            | 樞紐機場 |

## 外部連結
- 哥倫比亞航空官方網站 （页面存档备份，存于）（西班牙文）（英文）